# Gyrobicoupole hexagonale allongée
Pour les articles homonymes, voir J36.
En géométrie, la gyrobicoupole hexagonale allongée est un des solides de Johnson (J36). Comme son nom l'indique, il peut être construit en allongeant une "gyrobicoupole hexagonale" ou un cuboctaèdre, c'est-à-dire en insérant un prisme hexagonal entre ses deux moitiés, qui sont des coupoles hexagonales congruentes (J3). En opérant une rotation de 60 degrés sur une des coupoles, cela donne l'orthobicoupole hexagonale allongée (J35).
Les 92 solides de Johnson ont été nommés et décrits par Norman Johnson en 1966.